# Astrid Heijstee-Bolt
Astrid Heijstee-Bolt (Groningen, 19 november 1970) is een Nederlandse bestuurder en D66-politica. Sinds 3 november 2021 is zij burgemeester van Kaag en Braassem.

## Biografie

### Opleiding en loopbaan
Heijstee studeerde civieltechnische bestuurskunde aan de Universiteit Twente. Daarna was zij werkzaam bij de overheid (gemeente Almere en Den Haag) en een adviesbureau (VKZ vastgoed- en gebiedsontwikkeling in Bilthoven). Vanaf 2011 had zij een projectbureau (eenmanszaak) op het gebied van vastgoed- en gebiedsontwikkeling (care4space).

### Politieke loopbaan
Heijstee was namens de Weesper Stads Partij vanaf 15 mei 2014 wethouder en 1e locoburgemeester van Weesp. Op 13 juli 2021 werd zij door de gemeenteraad van Kaag en Braassem aanbevolen als nieuwe burgemeester. Op 6 oktober van dat jaar werd bekendgemaakt dat de minister van Binnenlandse Zaken en Koninkrijksrelaties de aanbeveling heeft overgenomen zodat zij bij koninklijk besluit benoemd kon worden met ingang van 3 november 2021. Op die dag vond ook de installatie plaats.

### Privéleven
Heijstee is geboren in Groningen en vanaf haar tweede jaar is zij opgegroeid in Delfzijl. Toen zij achttien was is zij verhuisd naar Enschede voor haar studie. Vanaf 2000 woonde zij met haar gezin in Weesp. Ze is getrouwd en heeft drie dochters.